# 일본국 헌법 제21조
일본국 헌법 제21조(일본어: 日本国憲法第21条)은 일본국 헌법 제3장 "국민의 권리와 의무"의 조문 중 하나이다. 집회의 자유, 결사의 자유, 표현의 자유와 검열의 금지, 통신의 비밀에 대해 규정하고 있다.

## 조문
일본국 헌법 제21조
① 집회, 결사 및 언론, 출판 그 외 일체의 표현의 자유는 이를 보장한다.
② 검열은 이를 하여서는 아니 된다. 통신의 비밀은 이를 침해하여서는 아니 된다.

## 해설
표현의 자유 및 언론의 자유의 근거가 되는 조문이다. 덧붙여 집회의 자유와 결사의 자유도 표현의 자유의 일종으로서 본조에 의해 보장되어 있다.
제2항 전단에서는 검열을 금지하고 있지만, "검열"이라는 것이 구체적으로 무엇을 의미하는 것인지를 규정하지 않았기 때문에 검열의 주체에 대한 법리적 다툼이 있다. 최고재판소는 "행정 기관"이 행하는 것으로 한정하고 있다고 판단했다. 따라서 재판소의 판결은 "검열의 주체"에는 포함되지 않는 것으로 받아들여지고 있다.
제2항 후단에서는 통신의 비밀을 보장하고 있으며, 검열의 금지와 더불어 표현의 자유를 보장하기 위한 하나의 방안으로서 헌법에서 보장하고 있는 것이다.
본조에 규정된 검열의 금지 또는 통신의 비밀에 대해서는 전기통신사업법 제3조와 제4조에 관련 규정이 있다.
일본 제국 헌법에서도 표현의 자유를 인정하는 규정이 있었다(제29조). 그러나 현행 헌법과는 다르게 대부분의 규정을 법률에 위임했고, 국가가 자유를 제약할 수 있도록 하는 규정도 있었다.